# Allgemeine Ortskrankenkasse

AOK-Logo ab Oktober 2021

Unter dem Namen Allgemeine Ortskrankenkasse (kurz AOK) bestehen derzeit in Deutschland elf rechtlich selbständige Krankenkassen. Sechs von ihnen erstrecken sich auf ein Land, fünf AOKs sind infolge von Zusammenschlüssen in den Jahren 2006 bis 2012 für mehrere Länder zuständig. Bei den AOKs waren 2021 etwa 27 Millionen Menschen versichert. 2021 waren 73,29 Mio. Menschen gesetzlich krankenversichert. Der Marktanteil der AOK beträgt daher rund 37 %.

## Geschichte
Die Ortskrankenkassen wurden im Jahr 1884 unmittelbar nach der Einführung der gesetzlichen Krankenversicherung im Jahr 1883 auf Initiative von Reichskanzler Otto von Bismarck gegründet. Anfangs gab es 8200 von ihnen, denen die Arbeiter zugewiesen wurden, wenn sie nicht anderweitig zu versichern waren. Ab 1892 konnten auch Angestellte und Heimarbeiter neben gewerblichen Arbeitern Mitglied werden. Im Lauf der Zeit wurden die AOKs auf Kreisebene organisiert und auch im Gefolge der Kreisverwaltungsreformen reduziert.
In vielen großen Orten wurden für die Verwaltung Gebäude errichtet, die heute noch oft als AOK-Gebäude oder Krankenkassengebäude bezeichnet und manchmal auch noch als solche genutzt werden. Das Gesundheitsstrukturgesetz von 1992 hat mit der Einführung der freien Krankenkassenwahl der Versicherten und des freien Wettbewerbs unter den Krankenkassen zu einer weiteren Fusionswelle unter den damals knapp 300 AOKs auf nunmehr elf geführt (siehe Abschnitt: Gliederung). Seit dem Ende der Primärzuständigkeit im Jahr 1996 ist auch die Schließung von Ortskrankenkassen bei mangelnder Leistungsfähigkeit durch die Aufsichtsbehörden möglich. Dies ist bisher allerdings noch nie geschehen.

### Entwicklung der Anzahl der AOKs
Grafik
Nachfolgende Grafik zeigt die Minderung der Anzahl der AOKs von 1995 bis 2025:

## Organisation
Die AOKs treten in der Öffentlichkeit als AOK – Die Gesundheitskasse mit einheitlichem Erscheinungsbild auf. Jede AOK ist sowohl Krankenkasse als auch Landesverband im Sinne des SGB V sowie in Personalunion Pflegekasse im Sinne des SGB XI. Sie unterliegen als landesunmittelbare Körperschaften des öffentlichen Rechts der Fach- und Rechtsaufsicht der jeweils für die Gesundheitspolitik zuständigen Landesministerien. Das autonome Recht (Satzungsrecht) wird durch eigene Selbstverwaltungsgremien aus Vertretern der Arbeitgeber und der Arbeitnehmer konstituiert: den Vorständen und den Vertreterversammlungen. Die laufenden Verwaltungsgeschäfte werden gem. § 36 SGB IV von der Geschäftsführung wahrgenommen.

### Gliederung
Nach den Fusionswellen, ausgelöst durch das Gesundheitsstrukturgesetz von 1992, erreichten die AOKs eine Reduzierung von 300 auf 17 Kassen, die sich meist genau auf ein Land erstreckten. Da jedoch die Strukturen der Kassen teilweise historisch gewachsen sind, bestehen in Nordrhein-Westfalen zwei AOKs, nämlich die AOK Nordwest und die AOK Rheinland/Hamburg. Aktuell existieren fusionsbereinigt in Deutschland folgende AOKs:
| Krankenkasse                 | Sitz                 | Versicherte (01.01.2023) | Anmerkungen |
| ---------------------------- | -------------------- | ------------------------ | --- |
| AOK Baden-Württemberg        | Stuttgart            | 4.598.006                | |
| AOK Bayern                   | München              | 4.647.912                | |
| AOK Bremen/Bremerhaven       | Bremen               | 278.635                  | |
| AOK Hessen                   | Bad Homburg v. d. H. | 1.723.328                | zum 1. Januar 2011 geplante Fusion mit der AOK PLUS gescheitert                                                   |
| AOK Niedersachsen            | Hannover             | 2.998.753                | zum 1. April 2010 Eingliederung der Innungskrankenkasse Niedersachsen                                             |
| AOK Nordost                  | Potsdam              | 1.695.661                | seit 1. Januar 2011, hervorgegangen aus AOK Berlin-Brandenburg und AOK Mecklenburg-Vorpommern                     |
| AOK Nordwest                 | Dortmund             | 2.946.825                | seit 1. Oktober 2010, hervorgegangen aus AOK Westfalen-Lippe und AOK Schleswig-Holstein                           |
| AOK Plus                     | Dresden              | 3.482.774                | seit 1. Januar 2008, hervorgegangen aus AOK Sachsen und AOK Thüringen, geplante Fusion mit AOK Hessen gescheitert |
| AOK Rheinland/Hamburg        | Düsseldorf           | 3.035.630                | seit 1. Juli 2006, hervorgegangen aus AOK Rheinland und AOK Hamburg                                               |
| AOK Rheinland-Pfalz/Saarland | Eisenberg            | 1.218.317                | seit 1. März 2012, hervorgegangen aus AOK Rheinland-Pfalz und AOK Saarland                                        |
| AOK Sachsen-Anhalt           | Magdeburg            | 828.285                  | |

Als Besonderheit unterhalten die AOKs Geschäftsstellen in Frankreich und in den Niederlanden. Die Servicestelle auf Mallorca wurde Ende des Jahres 2017 geschlossen.

### Kennzahlen
Die AOKs haben zusammen etwa 60.000 Mitarbeiter (Stand: Juli 2022) und rund 1.032 Geschäfts- und Servicestellen (Stand: November 2022). Im Jahresschnitt 2021 hatten die elf AOKs nach Angaben des AOK-Bundesverbandes 20,9 Millionen Mitglieder. Das entspricht einem Marktanteil von 37 Prozent und etwas über einem Drittel der Bevölkerung Deutschlands. Die täglichen Leistungsausgaben für die Gesundheitsversorgung beliefen sich 2021 auf 271 Mio. EUR.

## AOK-Bundesverband

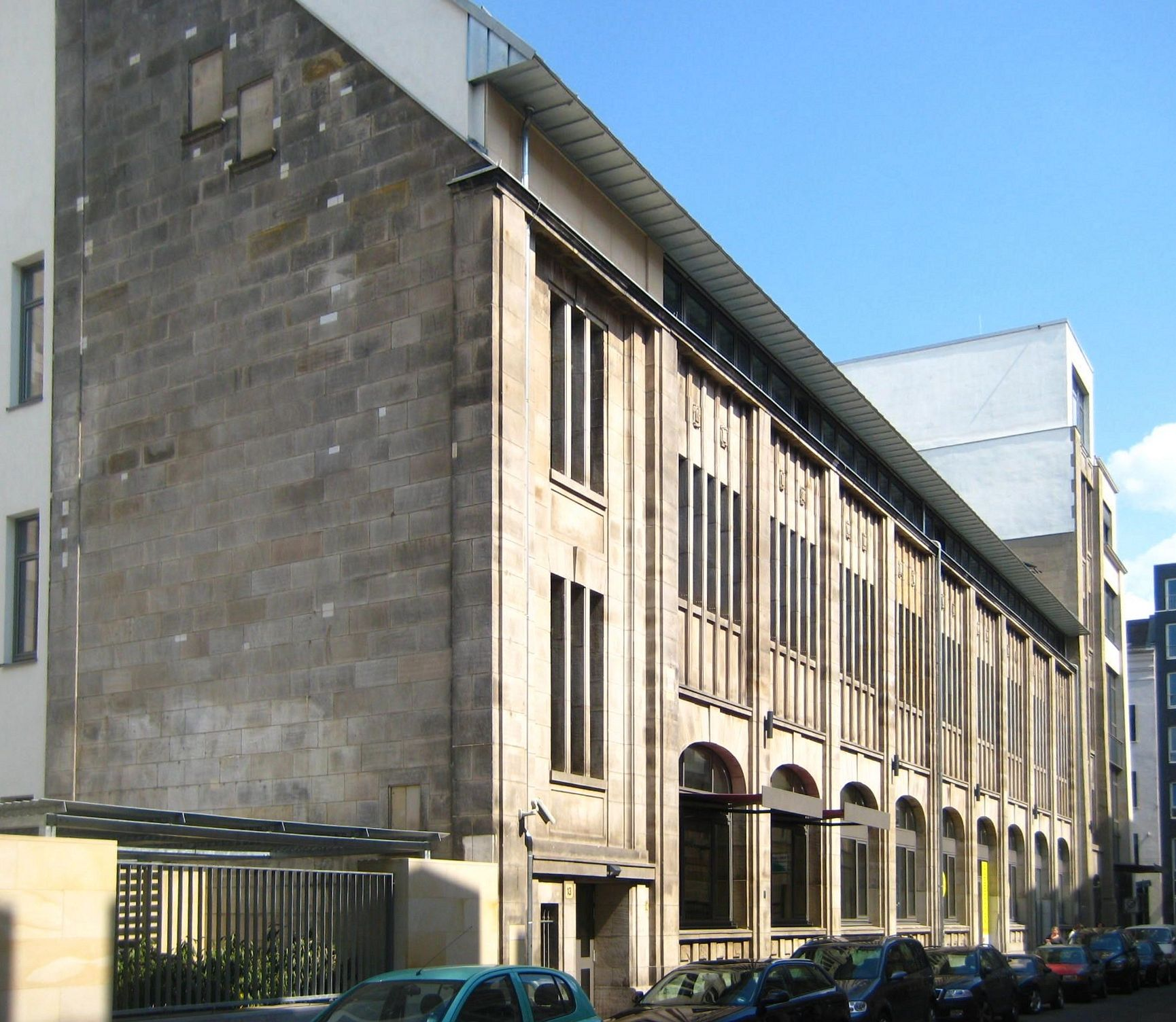
Sitz des AOK-BV in Berlin-Mitte

Die AOKs werden vom AOK-Bundesverband als Arbeitsgemeinschaft im Sinne des Sozialgesetzbuches (SGB X) in Form einer Gesellschaft bürgerlichen Rechts vertreten. Kernaufgaben des AOK-Bundesverbandes sind die Interessenvertretung gegenüber der Bundespolitik und auf Europaebene, gegenüber dem GKV-Spitzenverband und den Vertragspartnern der AOKs auf Bundesebene. Hinzu kommen die Entwicklung neuer Produkte, die Markenpflege und das Finanzmanagement im Haftungsverbund der AOK-Gemeinschaft. Der Bundesverband hat seinen Sitz in Berlin in der Rosenthaler Str. 31. Bis Oktober 2008 war der Bundesverband in Bonn angesiedelt. Seit 1. Januar 2022 ist Carola Reimann Vorstandsvorsitzende. Stellvertretender Vorstandsvorsitzender ist Jens Martin Hoyer. Jährlich wechselnde (alternierende) Vorsitzende des Aufsichtsrates des AOK-Bundesverbandes sind Susanne Wagenmann (Arbeitgeberseite) und Knut Lambertin (Versichertenseite).
Seit 1995 vergibt der AOK-Bundesverband gemeinsam mit der Ärztekammer Berlin und der AOK Nordost jährlich die Auszeichnung Berliner Gesundheitspreis. Zudem lobt der AOK-Bundesverband alle zwei Jahre den Fritz-Schösser-Medienpreis aus. Premiere feierte die Auszeichnung im Jahr 2020. Mit dem Preis möchte der AOK-Bundesverband das Verständnis von gesundheitspolitisch komplexen Sachverhalten in der Öffentlichkeit stärken. Der Medienpreis wird im Gedenken an die Persönlichkeit und das Lebenswerk von Fritz Schösser verliehen und mit insgesamt 20.000 Euro dotiert.
Der AOK-Bundesverband gibt unter anderem monatlich G+G Medien (Gesundheit und Gesellschaft) heraus. Zur G+G-Familie gehören neben dem G+G-Magazin das G+G-Spezial zu Schwerpunktthemen, die G+G-Wissenschaft mit wissenschaftlichen Analysen und das G+G-Update mit aktuellen Nachrichten.
Der AOK-Bundesverband war vor dem 1. Januar 2009 eine Körperschaft des öffentlichen Rechts. Nach Gründung des GKV-Spitzenverbandes durch das GKV-Wirtschaftlichkeitsstärkungsgesetz wurde der Bundesverband zum 1. Januar 2009 in eine Gesellschaft bürgerlichen Rechts umgewandelt. Hoheitliche Aufgaben, die der AOK-Bundesverband und die anderen Krankenkassen-Spitzenverbände bis dahin wahrgenommen hatten, wurden durch das GKV-WSG zum 1. Juli 2008 auf den GKV-Spitzenverband übertragen.

### Wissenschaftliches Institut
Das Wissenschaftliche Institut der AOK (WIdO), 1976 gegründet, ist eine selbstständige Einheit mit ca. 75 Mitarbeitern innerhalb des AOK-Bundesverbandes ohne eigene Rechtspersönlichkeit. Es ist in die Forschungsbereiche Ambulante Analysen und Versorgung, Arzneimittel, Arzneimittelinformationssysteme und Analysen, Ärztliche Versorgung, Betriebliche Gesundheitsförderung, Heilmittel und Pflege, Gesundheitspolitik und Systemanalysen, Integrierte Analysen und Krankenhaus gegliedert. Das Institut publiziert gesundheits- und sozialpolitische Fragestellungen in seiner Quartalsschrift G+G Wissenschaft (GGW), die der Zeitschrift Gesellschaft und Gesundheit (G&G) beiliegt. Der regelmäßig erscheinende Arzneiverordnungsreport wird vom WIdO herausgegeben.

## IT-Zusammenarbeit

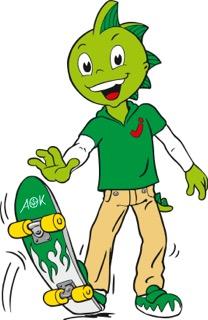
Jolinchen, Kommunikationscharakter der AOKs

In Kooperation mit der SAP entwickelt die AOK eine Branchensoftware, die den gesamten Bereich der gesetzlichen Krankenversicherung abdecken soll. Hierfür wurde die AOK Systems GmbH gegründet, die das Programm entwickelt und bei den Kassen implementiert. Das Programm oscare wird seit 2005 vermarktet. Es wurde auch bereits an andere gesetzliche Krankenkassen wie z. B. die Barmer GEK und die Knappschaft verkauft. Die Auftraggeber verfolgen damit das Ziel eine Standardsoftware im Bereich der gesetzlichen Krankenversicherung zu entwickeln, in der sich die ständig wechselnden gesetzlichen Anforderungen realisieren lassen.
Zur weiteren Entwicklung der IT und zur Nutzung von Synergie-Effekten haben sich in der gesetzlichen Krankenversicherung mehrere Kassen zu einer Arbeitsgemeinschaft namens gkv informatik zusammengeschlossen. Dazu zählen die AOK Nordost, AOK NordWest, AOK Rheinland/Hamburg sowie die Barmer Ersatzkasse und die HEK – Hanseatische Krankenkasse. Zusammen decken sie rund 23 % der in Deutschland gesetzlich versicherten Personen ab. Seit Oktober 2006 betreibt die gkv Informatik ein gemeinsames Rechenzentrum in Wuppertal-Lichtscheid.
Zum 1. Januar 2008 hat die AOK Plus zusammen mit der AOK Bayern die gesamte IT in das Unternehmen kubus IT GbR ausgelagert und ein weiteres, gemeinsam genutztes Rechenzentrum in Bayreuth errichtet, wo die Daten von 8,0 Mio. Versicherten verarbeitet werden.
Die AOKs Hessen, AOK Thüringen, Rheinland-Pfalz und Saarland haben bereits im letzten Jahrtausend eine Zusammenarbeit ihrer IT-Bereiche beschlossen und daraufhin die ARGE mit Sitz im hessischen Ziegenhain gegründet. Die ARGE wurde 2007 zur IT|S|Care – IT-Dienstleistungen für den Gesundheitsmarkt umgestaltet. Nachdem die AOK Thüringen 2008 durch die Fusion zur AOK PLUS zur kubus IT wechselte, trat die AOK Baden-Württemberg der IT|S|Care bei. Die Sozialdaten von insgesamt 6,7 Millionen Versicherten der beteiligten AOKs werden durch die IT|S|Care verarbeitet und verwaltet. Sitz des Unternehmens ist Frankfurt, das zentrale Rechenzentrum war bis 2017 in Stuttgart. Die ITSCare war der erste IT-Dienstleister der AOK, der seine Rechenzentrum-Infrastruktur zu einem externen IT-Dienstleister, der T-Systems, ausgelagert hat. Dieser betreibt seit 2017 den Infrastrukturbetrieb mit Rechenzentrums- und Netzwerkservices sowie dezentrale Dienstleistungen wie Service-Desk und Workplace.